# Moschea Fethija
La moschea Fethija (in bosniaco: Fethija džamija, moschea della Vittoria) è una moschea gotico-ottomana di Bihać, in Bosnia-Erzegovina.

## Storia e descrizione
Nel 1266 fu costruita una chiesa cattolica, in stile gotico, dedicata a Sant'Antonio da Padova. Con la conquista ottomana della città nel 1592 la chiesa di Sant'Antonio venne trasformata in moschea. Gli architetti turchi apportarono alla struttura originale alcune modifiche significative, come la chiusura di alcune finestre o l'apertura di nuove. Altri elementi originari, come il rosone soprastante l'ingresso, vennero invece mantenuti.